# Louis Grégoire Deschamps Destournelles
Pour les articles homonymes, voir Deschamps.
Louis-Grégoire Deschamps-Destournelles est un homme politique français, né le 31 mai 1744 à Rouen, mort le 27 juillet 1795 à Passy.
Il a été ministre des Contributions et Revenus publics du 13 juin 1793 au 20 avril 1794.

## Biographie
D'une famille d'Huguenots installée d'abord à La Rochelle puis à Bergerac, son grand-père Jean Deschamps (1667-1730) avait émigré de Bergerac après la révocation de l'édit de Nantes, et après des études à Genève était devenu pasteur à Mecklembourg puis à Brandebourg.
Fils de Gabriel Deschamps, receveur des domaines, et de Marie Eyma, il prend le nom de Destournelles pour se distinguer de ses frères et entre dans les bureaux de la ferme générale de Rouen le 1er janvier 1760 en qualité de surnuméraire dans le département des Domaines.
Directeur des domaines du roi dans les années 1780, à une époque où l’administration des Domaines, retirée à la Ferme générale, est devenue une régie au nom d'« Administration générale des Domaines et droits domaniaux », il s'affirme en 1789 comme un partisan des idées nouvelles, participant aux journées du 12 juillet au 14 juillet dans la garde bourgeoise puis nationale ; il sert dans le bataillon des Filles-Saint-Thomas.
Entré au début de 1790 au club des Jacobins, ce directeur général de l'enregistrement, dans la section de la Bibliothèque fait partie de la commune insurrectionnelle lors de la journée du 10 août 1792, puis devient électeur, avant d'être réélu membre du conseil général de la commune en novembre et décembre 1792 et encore en janvier 1793. Le 1er mai 1793, il prononce à la Commune de Paris l'oraison funèbre de Lazowski. Porté à la vice-présidence du conseil général de la commune de Paris le 20 février 1793, il prend le parti des sans-culottes contre la Commission extraordinaire des Douze et combat les girondins lors des journées du 31 mai et du 2 juin 1793.
Le 13 juin 1793, il est nommé ministre des Contributions et Revenus publics (l'équivalent du ministre des Finances) du Conseil exécutif sur proposition de Legendre, Cambon et Garat, et après un rapport favorable de Barère.
Accusé de « modérantisme » par les Hébertistes pour n'avoir pas épuré le personnel de son ministère — Vincent le dénonce le 27 février 1794 comme un instrument de la faction du « modérantisme » —, il n'est pas poursuivi. Toutefois, 12 germinal an II (1er avril 1794), la Convention nationale vote le remplacement des six ministres de la Convention par douze Commissions exécutives. Conformément au premier article de ce décret, ses fonctions cessent le 1er floréal (20 avril 1794) ; il n'en retrouve pas pour autant son emploi de directeur dans l'administration de l'enregistrement.
Peu après, son frère, Deschamps de Tréfontaine, est envoyé devant le tribunal révolutionnaire. Ayant voulu le défendre, il se voit arrêter et incarcérer à la prison des Carmes, d'où il envoie trois mémoires justificatifs, sans effet. Dans un quatrième mémoire, en date du 12 messidor (1er juillet), il se plaint de ses conditions matérielles de sa détention et des conséquences de celle-ci sur l'état de ses affaires, et demande à être placé chez lui, à ses frais, sous la garde d’un gendarme.
Libéré au début de septembre 1794, il obtient, le 17 octobre, un poste d'examinateur au concours d’entrée à l’École centrale des travaux publics.
Après l'insurrection du 12 germinal an III, le Comité de sûreté générale, se souvenant de ses convictions jacobines, délivre un ordre d'arrestation à son encontre, le 1er floréal an III (20 avril 1795), mais il parvient à s'enfuir et se cache à Passy, où il meurt le 9 thermidor an III (27 juillet 1795).
Son fils obtient du Comité de Sûreté générale la levée des scellés apposés à son domicile le 4 floréal (23 avril).